# Pod sluncem tma
Pod sluncem tma (anglický název Solar Eclipse) je dokumentární film režiséra Martina Marečka zachycující úskalí rozvojové pomoci Africe na příběhu dvou českých expertů v zambijské osadě Masuku, kterou elektrifikovali solárními panely.
Snímek se stal nejúspěšnějším českým dokumentárním filmem roku 2011 – vyhrál tři ceny na MFDF v Jihlavě, obdržel Cenu české filmové kritiky, Českého lva, Trilobit FITES i Cenu Asociace českých filmových klubů.

## Obsah
Dva čeští technici Tomáš Tožička a Milan Smrž se vracejí po čtyřech letech do venkovské zambijské osady Masuku, kde instalovali systém solárních panelů a rozvodů zajišťujících elektřinu pro místní školu a nemocnici. Po příjezdu postupně zjišťují stav zařízení, které je po neodborných zásazích a špatné údržbě do značné míry nefunkční. Během několika dní se jim povede systém opravit a zprovoznit, současně se pokouší zajistit jeho další údržbu po jejich odjezdu. Během pobytu se také snaží pochopit přístup místních k nabízené pomoci.

## Zajímavosti
Jako první český celovečerní film uvedený v kinech byl natočen na digitální zrcadlovku Canon EOS 5D Mark II.

## Přijetí
Film byl uveden na řadě mezinárodních festivalů a získal několik cen. 
Výběr: 
- MFF Karlovy Vary (dokumentární soutěž 2011)
- Starz Denver Film Festival USA 2011
- Sevilla Festival de Cine Europeo '11
- MFDF Jihlava 2011 (Nejlepší český dokumentární film, Cena diváků, Silver Eye Award - East Silver Market)
- Bratislavský mezinárodní filmový festival (dokumentární soutěž)
- This human world Vol. IV – Vienna 2011
- Cinema Planeta IFF Mexico 2012
- Festival Jeden svět 2012
- Finale Plzeň 2012 (Cena Asociace českých filmových klubů)
- International Documentary Film Festival CRONOGRAF Moldova (Hlavní cena festivalu)
- 52nd Krakow Film Festival (dokumentární soutěž 2012)
- Lubuskie Film Summer – ŁAGÓW Poland 2012
- ARTfilm International  Film Festival Trenčianské Teplice 2012
- Vukovar Film Festival Croatia (dokumentární soutěž 2012)
- FLAHERTIANA Documentary Film Festival Russia (dokumentární soutěž 2012)
- BFI London Film Festival 2012
- Inconvenienfilms  Vilnius – Human rights film festival Litva 2012
- ASTRA Film Festival Romania (dokumentární soutěž 2012)
- CinEast IFF Lucemburk 2012
- Festival HumanDOC Poland 2012
- VERZIO Documentary Film Festival Hungary 2012
- Native and indigenous film fest Brno 2012
- DocHouse, London 2013
- Environmental film festival Washington 2013
- Festival Millenium Brussels 2013
- ArtDocfest Moskva 2013

### Recenze
- ŠTINDL, Ondřej. Tma pod sluncem a světlo v ní. Lidové noviny, 9.12. 2011. Dostupné online.
- CHOVANEC, Vítězslav. Jedeme do Afriky, jedeme do Zambie. 25fps, 20.11. 2011 Dostupné online.
- POKORNÁ, Terezie. Mareček a Gogola, Milan, Tomáš a Olda. Revolver Revue, s. 208 – 217, č. 86, r. 2012